# Фергюссон, Джордж
Джордж Дункан Раукава Фергюссон (англ. George Duncan Raukawa Fergusson; род. 30 сентября 1955, Шотландия) — британский дипломат. Верховный комиссар Великобритании в Новой Зеландии и Самоа и губернатор Питкэрна (2006—2010). Губернатор Бермудских Островов (2012—2016).

## Биография

### Ранняя жизнь
Джордж Фергюссон родился в 1955 году в семье барона Бернарда Баллантрэ, генерал-губернатора Новой Зеландии в 1962—1967 годах. Его второе имя «Раукава» происходит из языка маори и отражает историю назначения Фергюссонов на вице-королевские должности в Новой Зеландии (два губернатора и два генерал-губернатора; Джордж Фергюссон является прямым потомком всех четырёх). Получил образование в Итонском колледже и Колледже Магдалины в Оксфорде, где редактировал студенческую газету The Tributary.

### Дипломатическая и политическая карьера
В 1978 году Фергюссон присоединился к министерству по делам Северной Ирландии. Во время службы в Белфасте он представил министерству иностранных дел Великобритании юмористическое предложение социолога и профессора Кристи Дэвиса о том, чтобы Северная Ирландия стала новым домом для британского населения Гонконга. В 1988 году он перешёл в министерство иностранных дел в качестве первого секретаря по политическим вопросам в Дублине.
С 1991 по 1993 год работал в Советском, а затем Восточном департаменте МИД Великобритании в Лондоне. С 1994 года он был первым секретарём (по политическим вопросам/информации) в Сеуле, а в 1996 году вернулся в Лондон в качестве заместителя главы южноафриканского департамента. Позже, в 1996 году, он стал главой департамента Ирландии.
В 1999 году Фергюссон стал генеральным консулом в Бостоне, а в 2003 году был направлен в кабинет министров в качестве главы группы по внешней политике.
В 2006 году был назначен Верховным комиссаром Новой Зеландии и Самоа и губернатором островов Питкэрн. В мае 2010 года покинул этот пост в Веллингтоне.
Фергюссон был серьёзно ранен в результате ограбления 20 апреля 2012 года в Лондоне. Он получил травмы лица, в результате которых потерял зрение на левый глаз.
В мае 2012 года Фергюссон занял пост губернатора Бермудских островов, сменив уходящего на пенсию Ричарда Гозни, и работал до августа 2016 года.

### Личная жизнь
Женат на Маргарет (урождённая Вуки), у них три дочери. У пары также родился сын, который умер в 2005 году.